# Министерство лесного хозяйства Республики Беларусь
Министерство лесного хозяйства Республики Беларусь (Минлесхоз; бел. Міністэрства лясной гаспадаркі Рэспублікі Беларусь) — республиканский орган государственного управления, обеспечивающий охрану, защиту, воспроизводство и рациональное использование государственного лесного фонда и осуществляющий регулирование в этой сфере.
Минлесхоз в своей деятельности руководствуется Конституцией Республики Беларусь, иными актами законодательства Республики Беларусь и Положением о Министерстве лесного хозяйства Республики Беларусь.

## История
В 1920—1930 годах вопросы управления лесным хозяйством находились в ведении Народного комиссариата земледелия БССР. В августе 1930 года все леса, за исключением лесов местного значения, были переданы новообразованному Лесбелу ВСНХ БССР, который 27 августа 1931 году вошёл в состав Беллеспрома. Постановлением СНК БССР от 30 сентября 1936 года было образовано Белорусское управление лесоохраны и лесонасаждений, подчинявшееся Главному управлению лесоохраны и лесонасаждений при СНК СССР. 3 апреля 1940 года была учреждена должность уполномоченного Главного управления лесоохраны и лесонасаждений при СНК СССР, а территориальные управления лесохраны и лесонасаждений в Беларуси (по одному в каждой области) были подчинены Главному управлению напрямую
.
На базе Управления уполномоченного Главного управления лесоохраны и лесонасаждений при Совете Министров СССР по БССР Президиум Верховного Совета БССР 1 июля 1947 года создал союзно-республиканское Министерство лесного хозяйство БССР. Однако уже 23 апреля 1953 года «Министерство лесного хозяйства СССР» было ликвидировано. На его базе было создано Главное управление лесного хозяйства в системе «Министерства сельского хозяйства и заготовок СССР». 8 декабря 1956 года Главное управление лесного хозяйства было передано Совету Министров БССР. 18 июля 1961 года было утверждено Положение о Главном управлении лесного хозяйства.
Указом Президиума Верховного Совета БССР от 8 августа 1966 года Главное управление лесного хозяйства было преобразовано в Министерство лесного хозяйства БССР, которое имело союзно-республиканское подчинение. 5 февраля 1971 года было утверждено Положение о министерстве.
В 1991 году Минлесхоз БССР был переименован в Министерство лесного хозяйства Республики Беларусь. В сентябре 2001 года Указом Президента Республики Беларусь № 516 Минлесхоз был преобразован в Комитет лесного хозяйства при Совете Министров Республики Беларусь, но указом Президента Республики Беларусь от 12 февраля 2004 года № 66 — вновь преобразован в Министерство лесного хозяйства. Действующее положение о Министерстве было утверждено постановлением Совета Министров Республики Беларусь от 16 марта 2004 года № 298 «Вопросы Министерства лесного хозяйства Республики Беларусь».

## Задачи
Основными задачами Минлесхоза являются:
- проведение единой государственной политики в области использования, охраны, защиты и воспроизводства лесов, ведения охотничьего хозяйства, координация деятельности в этих областях других республиканских органов государственного управления, местных исполнительных и распорядительных органов, юридических лиц независимо от форм собственности
- осуществление управления деятельностью подчинённых Минлесхозу государственных организаций
- осуществление государственного регулирования в областях лесного и охотничьего хозяйств и предоставление услуг в этих областях, а также создание условий для развития организаций всех форм собственности, осуществляющих данные виды экономической деятельности
- осуществление контроля в области использования, охраны, защиты и воспроизводства лесов путём проведения полевых мероприятий, мониторинга, мероприятий технического (технологического, поверочного) характера и иных форм контроля, предусмотренных законодательством о контрольной (надзорной) деятельности, за исключением проверок
- проведение единой экономической политики в области лесного хозяйства, обеспечивающей создание необходимых условий для эффективной работы подчинённых ему государственных организаций
- обеспечение в установленном законодательством порядке потребностей отраслей экономики, юридических и физических лиц в древесине, лесоматериалах и другой лесной продукции
- обустройство лесного фонда

Минлесхоз в соответствии с возложенными на него основными задачами:
- проводит единую научно-техническую политику в области лесного и охотничьего хозяйств, координирует прикладные научные исследования по использованию, охране, защите и воспроизводству лесов, ведению охотничьего хозяйства
- разрабатывает и реализует государственные программы по использованию, сохранению и усилению средообразующих, водоохранных, защитных, санитарно-гигиенических, оздоровительных, рекреационных и иных функций лесов, охране, защите и воспроизводству лесов, ведению охотничьего хозяйства и организует их выполнение
- осуществляет государственное управление охотничьим хозяйством на территории Республики Беларусь, организует комплексное ведение лесного и охотничьего хозяйств
- осуществляет отнесение лесов к категориям и (или) перевод лесов из одной категории в другую
- организует ведение лесоустройства и охотоустройства, учёт диких животных, относящихся к объектам охоты, ведет государственный лесной кадастр и проводит мониторинг лесов, а также участвует в ведении государственных кадастров
- ведёт в соответствии с законодательством статистику охотничьего хозяйства, а также лесного хозяйства по вопросам использования лесных ресурсов
- утверждает по согласованию с Министерством природных ресурсов и охраны окружающей среды Правила рубок леса в Республике Беларусь, санитарные правила в лесах Республики Беларусь, принимает, утверждает, вводит в действие иные нормативные правовые акты, в том числе технические нормативные правовые акты
- по согласованию с Министерством природных ресурсов и охраны окружающей среды утверждает расчётную лесосеку
- организует проведение рубок главного пользования и других видов рубок леса
- осуществляет координацию реализации древесины в заготовленном виде на внутреннем рынке Республики Беларусь, а также в установленном законодательством порядке осуществляет реализацию древесины на корню и в заготовленном виде
- осуществляет координацию реализации древесины, в том числе определяет порядок заключения договоров, предусматривающих реализацию древесины физическим лицам вне биржевых торгов
- организует работу по воспроизводству, охране и рациональному использованию диких животных, относящихся к объектам охоты, сохранению и восстановлению среды их обитания
- организует выдачу удостоверения на право охоты
- обеспечивает охрану животных в лесах, находящихся в его ведении, а также соблюдение мер санитарной эпидемиологической безопасности при осуществлении мероприятий по охране и использованию животного мира
- взаимодействует с республиканскими органами государственного управления по вопросам развития туристической деятельности, связанной с охотой
- организует защиту лесов от вредителей и болезней, охрану их от незаконных рубок, иных нарушений законодательства об использовании, охране, защите и воспроизводстве лесов, об охране окружающей среды;
- координирует совместно с подчинёнными ему государственными организациями деятельность должностных лиц государственной лесной охраны Республики Беларусь
- организует работы по предупреждению лесных пожаров, их обнаружению и тушению, а также по ликвидации последствий стихийных бедствий в лесах, находящихся в ведении юридических лиц, ведущих лесное хозяйство, подчинённых Минлесхозу
- организует воспроизводство лесов и лесоразведение, развивает лесосеменное дело и лесные питомники на генетико-селекционной основе, обеспечивает сохранение генофонда лесной растительности
- обеспечивает рациональное использование и охрану земель лесного фонда
- принимает решения о предоставлении участков лесного фонда для осуществления лесопользования в случаях, предусмотренных Лесным кодексом Республики Беларусь
- устанавливает по согласованию с Министерством природных ресурсов и охраны окружающей среды требования к способам и приспособлениям сбора дикорастущих ягод
- в установленном законодательством порядке осуществляет внешнюю экономическую деятельность, принимает участие в работе международных организаций по лесному и охотничьему хозяйствам
- организует строительство и текущее содержание лесохозяйственных дорог, создание противопожарных разрывов и их содержание, содержание квартальных просек и лесохозяйственных знаков в соответствии с обязательными для соблюдения требованиями технических нормативных правовых актов и иные мероприятия, направленные на обустройство лесного фонда
- осуществляет контроль в области использования, охраны, защиты и воспроизводства лесов путём проведения полевых мероприятий, мониторинга, мероприятий технического (технологического, поверочного) характера и иных форм контроля, предусмотренных законодательством о контрольной (надзорной) деятельности, за исключением проверок
- устанавливает расчётные методы определения вреда, причинённого лесам
- в установленном законодательством порядке осуществляет контроль за уровнями радиоактивного загрязнения лесов и лесной продукции

В пределах своей компетенции:
- осуществляет управление деятельностью подчинённых организаций посредством регулирования их деятельности и реализации полномочий собственника с анализом эффективности работы подчинённых организаций и выработкой предложений о её повышении
- определяет на основании актов законодательства для подчинённых государственных организаций порядок управления государственным имуществом
- участвует в реализации единой государственной политики в области бухгалтерского учёта и отчётности
- осуществляет методологическое руководство бухгалтерским учётом и отчётностью в организациях, осуществляющих виды экономической деятельности в областях, в которых в соответствии с настоящим Положением Минлесхоз осуществляет государственное регулирование и управление
- принимает по согласованию с Министерством финансов нормативные правовые акты, устанавливающие особенности бухгалтерского учёта и отчётности в организациях, осуществляющих виды экономической деятельности в областях, в которых в соответствии с Положением[1] Минлесхоз осуществляет государственное регулирование и управление
- принимает меры по сохранению государственного имущества
- в установленном порядке создаёт централизованные инвестиционные фонды, специальные отраслевые и межотраслевые фонды для финансирования проведения научно-исследовательских, опытно-конструкторских работ, освоения новых видов наукоёмкой продукции и других работ
- изучает, обобщает и распространяет передовой опыт зарубежных стран в области лесного и охотничьего хозяйств, в том числе в вопросах их научного обеспечения и подготовки кадров
- взаимодействует с местными исполнительными и распорядительными органами в решении экономических, социальных и других вопросов
- обеспечивает социальные гарантии в области оплаты и охраны труда работников подчинённых ему государственных организаций
- осуществляет информационное обеспечение подчинённых ему государственных организаций
- ежегодно организует и проводит республиканский слёт школьных лесничеств, республиканские юниорские лесные конкурсы на основании положения, утверждаемого Минлесхозом
- обобщает практику применения законодательства в лесном и охотничьем хозяйствах, разрабатывает предложения по его совершенствованию и вносит их в установленном порядке в Совет Министров Республики Беларусь, оказывает подчинённым ему организациям помощь в улучшении правовой работы
- рассматривает в пределах своей компетенции в порядке, установленном законодательством, обращения (предложения, заявления, жалобы) граждан, в том числе индивидуальных предпринимателей, и юридических лиц
- осуществляет в установленном порядке закупки товаров (работ, услуг) за счёт средств республиканского бюджета в пределах сметы на очередной финансовый (бюджетный) год
- по каждому случаю ненадлежащего рассмотрения государственными организациями, подчинёнными Минлесхозу, обращений направляет их руководителям представления о привлечении должностных лиц, допустивших нарушение порядка рассмотрения обращений, к дисциплинарной ответственности
- осуществляет иные полномочия в области использования, охраны, защиты и воспроизводства лесов, ведения охотничьего хозяйства в соответствии с законодательством Республики Беларусь

Минлесхоз имеет право в пределах своей компетенции:
- принимать в установленном порядке (при необходимости совместно с другими республиканскими органами государственного управления) нормативные правовые акты в форме постановлений, обязательные для исполнения республиканскими органами государственного управления, местными исполнительными и распорядительными органами, иными юридическими лицами независимо от их подчинённости и формы собственности, физическими лицами
- запрашивать у республиканских органов государственного управления, иных государственных организаций, подчинённых Правительству Республики Беларусь, местных исполнительных и распорядительных органов, иных организаций информацию по вопросам, входящим в его компетенцию, в порядке, установленном законодательством
- предъявлять претензии юридическим лицам, индивидуальным предпринимателям или гражданам, причинившим вред лесам, окружающей среде в результате незаконного изъятия или уничтожения диких животных и вредного воздействия на среду их обитания, и иски в суд о возмещении вреда, причинённого лесам, окружающей среде в результате незаконного изъятия или уничтожения диких животных и вредного воздействия на среду их обитания, а также иски в суд о прекращении юридическими лицами, индивидуальными предпринимателями или гражданами хозяйственной и иной деятельности, оказывающей вредное воздействие на леса, диких животных и среду их обитания
- предъявлять претензии гражданам, юридическим лицам, индивидуальным предпринимателям, хозяйственная и иная деятельность которых оказывает вредное воздействие на лесной фонд, и иски в суд о возмещении вреда, причинённого лесному фонду
- предъявлять иски в суд о прекращении гражданами, юридическими лицами, индивидуальными предпринимателями хозяйственной и иной деятельности, оказывающей вредное воздействие на лесной фонд, в случае нарушения лесного законодательства Республики Беларусь, а также в случаях, предусмотренных законодательством Республики Беларусь об охране окружающей среды
- в случаях и порядке, предусмотренных законодательством об использовании, охране, защите и воспроизводстве лесов, принимать решения об ограничении (приостановлении, прекращении) права лесопользования, осуществляемого гражданами, юридическими лицами, индивидуальными предпринимателями
- выносить предписания об устранении нарушений требований законодательства об использовании, охране, защите и воспроизводстве лесов, об охране окружающей среды, вручать (направлять) предложения о приостановлении (запрете) права лесопользования в порядке, установленном законодательством о контрольной (надзорной) деятельности

## Структура
Центральный аппарат Министерства:
- Управление лесного хозяйства
- Управление производства и реализации продукции (состоит из отдела промышленного производства и отдела реализации лесопродукции)
- Управление экономики и инвестиций
- Отдел науки, правовой и кадровой работы
- Отдел охотничьего хозяйства
- Отдел профилактики правонарушений и использования государственного имущества
- Отдел методологии и регулирования бухгалтерского учёта и отчётности
- Отдел документооборота, информатизации и организационно-технического обеспечения
- Иные специалисты аппарата (помощник министра, пресс-секретарь, консультант)

## Руководство
Текущее руководство (на 15 августа 2025 года)
- Министр — Кулик Александр Антонович[8]
- Первый заместитель министра — Карась Андрей Николаевич
- Заместитель министра — Малашевич Игорь Игоревич[9]

Прежнее руководство
- Колесников, Семён Иванович (1947—1949)
- Былинский, Иван Семёнович (1950—1953)
- Моисеенко, Сергей Тимофеевич[бел.] (1966—1985)
- Марковский, Георгий Андреевич (1985—1994)
- Зорин, Валентин Павлович[бел.] (1994—2001)
- Крук, Николай Константинович (2001—2004)
- Семашко, Пётр Михайлович[бел.] (2004—2009)
- Амельянович, Михаил Михайлович[бел.] (2010—2018)[10]
- Виталий Александрович Дрожжа (05.04.2018—05.05.2022)